# Boisavia Mercurey
Die Boisavia B.60 Mercurey war ein Sportflugzeug des französischen Herstellers Société Boisavia.

## Geschichte und Konstruktion
Die Boisavia Mercurey war ein viersitziges Leichtflugzeug, das in Frankreich kurz nach dem Zweiten Weltkrieg entwickelt wurde. Es war ein herkömmlicher verstrebter Schulterdecker mit festem Spornradfahrwerk. Der Prototyp flog erstmals am 3. April 1949 und wurde von einem Renault 3Pei mit 140 kW angetrieben. Das Flugzeug wurde in kleinen Stückzahlen gebaut und als Sport-, Reise-, Schul- und Agrarflugzeug verwendet, zudem als Segelflugzeugschlepper.

## Varianten
- B.60 Mercurey – 3 Prototypen, angetrieben von einem Kolbenmotor Renault 4Pei
- B.601 Mercurey – angetrieben von einem Avco Lycoming O-435-A mit 142 kW (3 gebaut)
  - B.601L Mercurey – Hauptserienversion, ausgestattet mit einem Avco Lycoming O-360-A (27 gebaut)
- B.602 Mercurey – angetrieben von einem Continental E-165-4 mit 123 kW (2 gebaut)
- B.603 Mercurey Special – Segelflugzeugschleppversion von einem Argus As 10 mit 179 kW angetrieben (5 gebaut)
- B.604 Mercurey II – Segelflugzeugschleppversion mit verlängertem Rumpf und mit einem Sternmotor Salmson 9ABC mit 172 kW ausgestattet (1 gebaut)
- B.605 Mercurey – ähnlich der B.60 jedoch von einem Regnier 4L-O2 mit 127 kW angetrieben (4 gebaut)
- B.606 Mercurey – mit einem Regnier 4L-O0 ausgerüstet (1 gebaut)

## Technische Daten
| Kenngröße             | Daten                                   |
| --------------------- | --------------------------------------- |
| Besatzung             | 1                                       |
| Passagiere            | 3                                       |
| Länge                 | 7,10 m                                  |
| Spannweite            | 11,38 m                                 |
| Höhe                  | 2,10 m                                  |
| Flügelfläche          | 18 m²                                   |
| Flügelstreckung       | 7,2                                     |
| Leermasse             | 520 kg                                  |
| max. Startmasse       | 1000 kg                                 |
| Reisegeschwindigkeit  | 190 km/h                                |
| Höchstgeschwindigkeit | 235 km/h                                |
| Dienstgipfelhöhe      | 5500 m                                  |
| Reichweite            | 1100 km                                 |
| Triebwerke            | 1 × Kolbenmotor Renault 4Pei mit 104 kW |